# Terç de Barcelona de Francesc Granollachs i de Millàs
|  | Aquest article tracta sobre el terç aixecat per Francesc Granollachs i de Millàs. Si cerqueu altres unitats militars aixecades a Barcelona, vegeu «Terç de Barcelona». |

El Terç de Barcelona de Francesc Granollachs i de Millàs fou una unitat militar aixecada a la ciutat de Barcelona en diverses ocasions pel mestre de camp Francesc Granollachs i de Millás durant el segle xvii per lluitar en favor de la casa d'Àustria.
El terç, format a Barcelona juntament amb el Terç de Barcelona d'Isidre Gorchs el 18 d'octubre de 1652 per les autoritats castellanes durant la guerra dels segadors després de l'ocupació de la ciutat, fou comandat per Francesc Granollachs i de Millàs, que disposava de 500 homes. El juliol de 1656 es torna a reclutar amb 200 homes per servir 3 anys, als que es sumen 200 més el juliol de 1658 també per servir 3 anys o fins al final de la guerra, participant aquell any en la batalla de Camprodon.
En 1667 en ocasió de la Guerra de Devolució s'aixecà de nou, format per vuit companyies amb un total de 300 homes, de les que eren capitans els veterans Rafel Masdéu, Joan Carreras i Geroni Capmany, i els novells Joan Vinyet, Josep Ros, Joan Bernat Vives, Francesc Prats i Llorenç Puig. Fou enviat a la ciutat de Girona, i anà al rescat de Puigcerdà, que fou atacada.